# 1846 ve fotografii
Tento článek obsahuje významné fotografické události v roce 1846.

## Události
- 17. listopadu – Německý průmyslník a optik Carl Zeiss si v Jeně otevřel dílnu na výrobu fotografických objektivů. Později z ní vznikla firma Carl Zeiss AG.
- M. V. Lobethal pořídil první autoportrét fotografa, který inzeroval papírové fotografie a zároveň to byl první snímek fotoateliéru v českých zemích.

## Narození v roce 1846
- 14. ledna – Severin Nilsson, švédský malíř a fotograf († 24. listopadu 1918)
- 16. ledna – Stanisław Bizański, polský fotograf († 4. ledna 1890)
- 9. února – Arthur Batut, francouzský fotograf († 19. ledna 1918)
- 18. února – Félix Martin-Sabon, francouzský fotograf († 2. prosince 1933)
- 17. března 1846 – Fitz W. Guerin, americký fotograf († 11. července 1903)
- 16. května – Ottomar Anschütz, německý fotograf a vynálezce († 30. května 1907)
- 27. července – Georgi Dančov, bulharský obrozenecký umělec, revolucionář a fotograf († 19. ledna 1908)
- 28. října – Max Henry Ferrars, britský koloniální důstojník, autor, fotograf a vysokoškolský pedagog, působící především v britské Barmě a později v německém Freiburgu († 7. února 1933)
- 10. prosince – Alexej Sergejevič Mazurin, ruský fotograf († asi po roce 1920)
- ? – Louis-Antonin Neurdein, francouzský fotograf († po roce 1915)
- ? – Alexandr Roinašvili, gruzínský fotograf († 11. května 1898)
- ? – Gustav Adolf Quast, český malíř na skle a fotograf († 6. ledna nebo 7. ledna 1894)
- ? – Bernhard Johannes, německý fotograf a průkopník alpské fotografie († 17. ledna 1899)
- ? – Juan José de Jesús Yas (Jasu Kóhei), guatemalský fotograf původem z Japonska († 1917)
- ? – Włodzimierz Wysocki, ukrajinský fotograf, výtvarník a básník polského původu († 11. srpna 1894)
- ? – Caroline Gaudardová, švýcarsko-švédská fotografka, výtvarnice a učitelka známá především svými fotografiemi interiérů buržoazních domů v Göteborgu a Stockholmu (19. března 1846 – 30. září 1929)